# Cyrtodactylus serratus
Espèce
Cyrtodactylus serratus est une espèce de geckos de la famille des Gekkonidae.

## Répartition
Cette espèce est endémique de Papouasie-Nouvelle-Guinée.

## Publication originale
- Kraus, 2007 : A new species of Cyrtodactylus (Squamata: Gekkonidae) from western Papua New Guinea. Zootaxa, n. 1425, p. 63-68.